# 花蓮縣豐濱鄉港口國民小學
花蓮縣豐濱鄉港口國民小學是花蓮縣豐濱鄉的一所國民小學，創立於1921年。

## 介紹
臺灣總督府在1921年8月6日於花蓮港廳新社區大港口設置「港口蕃人公學校」。1922年4月1日，改為「港口公學校」。1937年10月1日，改為「大港口公學校」。1941年4月1日，改為「大港口國民學校」，此時地址為鳳林郡新社庄大港口311番地。
二戰後，學校改為「港口國民學校」。在1950年增設「靜浦分班」（1958年改為分校，1960年獨立為靜浦國小）。1968年8月因應九年國民義務教育，學校改為「港口國民小學」。

## 資料來源
1. ↑  . 臺灣總督府報 第2442期. 1921-08-06.
2. ↑  . 臺灣總督府報 第2667期. 1922-05-28.
3. ↑  花蓮港廳. . 花蓮港廳報. 1937-10-01.
4. ↑  花蓮港廳. . 花蓮港廳報. 1941-04-09.
5. ↑  港口國小. .